# Neothosea suigensis
Neothosea suigensis är en fjärilsart som beskrevs av Matsumura 1931. Neothosea suigensis ingår i släktet Neothosea och familjen snigelspinnare. Inga underarter finns listade i Catalogue of Life.